# Fallon County
Fallon County är ett administrativt område i delstaten Montana, USA. År 2010 hade countyt 2 890 invånare. Den administrativa huvudorten (county seat) är Baker. 

## Geografi
Enligt United States Census Bureau så har countyt en total area på 4 204 km². 4 196 km² av den arean är land och 8 km² är vatten. 

### Angränsande countyn
- Wibaux County, Montana - nord
- Prairie County, Montana - nordväst
- Custer County, Montana - väst
- Carter County, Montana - syd
- Harding County, South Dakota - sydost
- Bowman County, North Dakota - öst
- Slope County, North Dakota - öst
- Golden Valley County, North Dakota - nordost